# Filip Kaczmarek

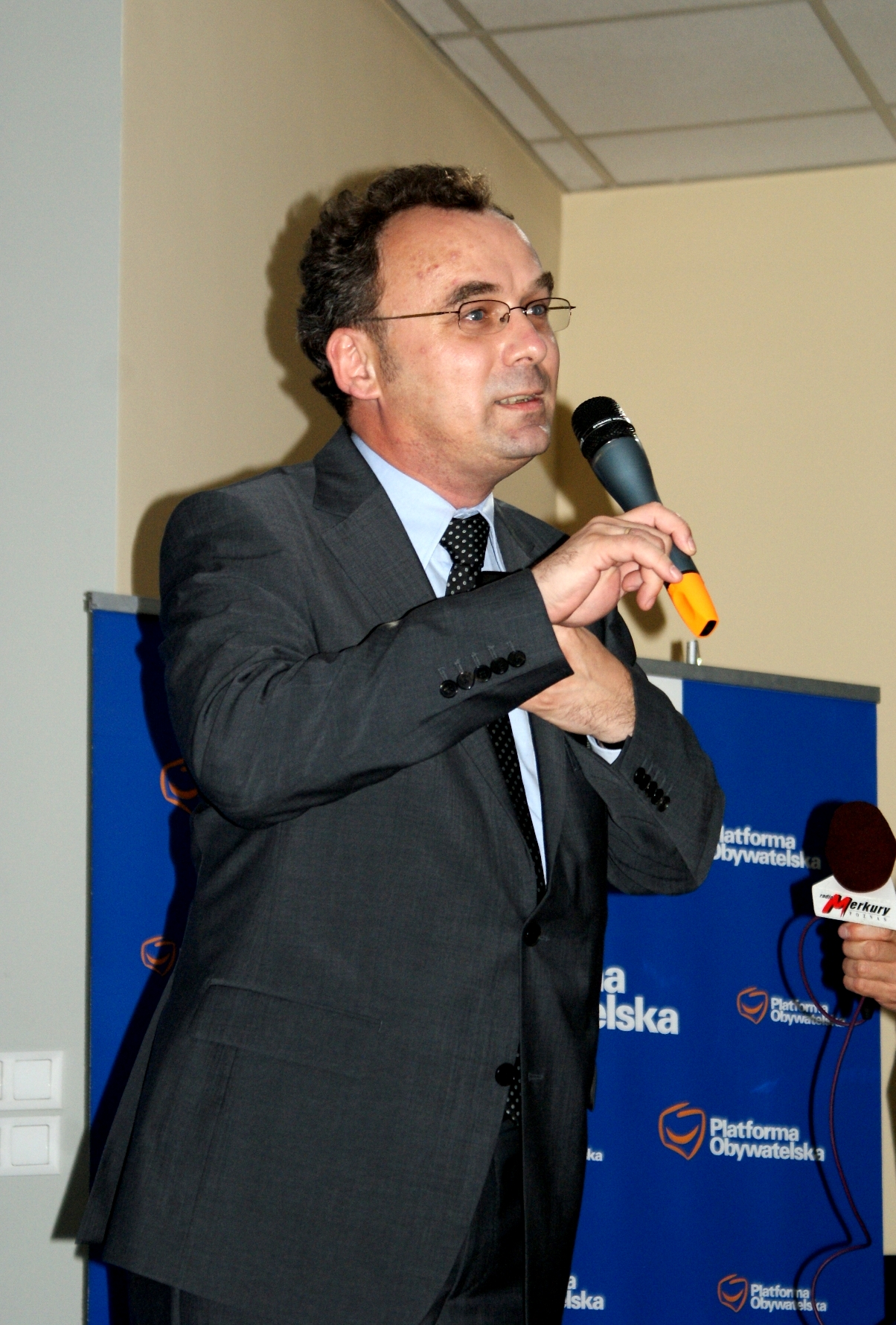
Filip Kaczmarek (2010)

Filip Andrzej Kaczmarek (* 22. November 1966 in Posen) ist ein polnischer Politiker (KLD, UW, PO). Von 1991 bis 1993 gehörte er dem Sejm in dessen I. Wahlperiode und von 2004 bis 2014 dem Europaparlament an.

## Leben und Beruf
Kaczmarek studierte an der Adam-Mickiewicz-Universität Posen Geschichte und schloss dieses 1991 ab. Von 1993 bis 1995 arbeitete er bei Głos Wielkopolski. Anschließend war er bis 2002 für Telewizja Polska tätig. 2005 wurde er von der Adam-Mickiewicz-Universität mit der Arbeit „Programme and Activities of the Liberal-Democratic Congress (1990-1994)“ zum Doktor der Politischen Wissenschaft promoviert. 2018 folgte die Habilitation an derselben Universität mit der Arbeit „Dylematy polityki rozwojowej Unii Europejskiej wobec Afryki Subsaharyjskiej w latach 2000-2015“. Von 2005 bis 2012 war er Assistenzprofessor am Collegium Da Vinci in Posen und später an der Wirtschaftsuniversität Poznań. Dort wurde er 2019 zum außerordentlichen Professor ernannt. Er ist seit 2020 Präsident der Wissenschaftsgesellschaft Poznańskie Towarzystwo Przyjaciół Nauk. Zudem gehört er den Museumsräten des Museums der Ursprünge des polnischen Staates in Gniezno und des Nationalmuseums in Posen an.

## Politik
Während seines Studiums war Kaczmarek Vorsitzender des Unabhängigen Studentenverbandes (NZS) an der Adam-Mickiewicz-Universität Posen. Er leitete 1990 die Besetzung der Woiwodschaftszentrale der Polnischen Vereinigten Arbeiterpartei. 1991/92 war er Vorsitzender des NZS auf gesamtstaatlicher Ebene. 1990 trat er dem Kongres Liberalno-Demokratyczny (KLD) bei, für den er bei ersten vollständig freien Parlamentswahl 1991 über die gesamtpolnische Verteilung in den Sejm gewählt wurde. Als der KLD bei der Wahl 1993 an der neu eingeführten Sperrklausel scheiterte, schied er aus dem Parlament aus. Die Partei schloss sich daraufhin 1994 mit der Unia Demokratyczna (UD) zur Unia Wolności (UW) zusammen. Von 1998 bis 2002 war er Stadtrat in Posen. 2001 trat er zur neugegründeten Platforma Obywatelska (PO) über, für die  er bei den Selbstverwaltungswahlen 2002, den Wiedereinzug in den Stadtrat verfehlte. Für die PO war er 2004 bis 2014, als er nicht erneut antrat, Abgeordneter des Europäischen Parlaments. Von 2010 bis 2015 war er Vorsitzender der PO in Posen. Bei den Selbstverwaltungswahlen 2018 verpasste er zunächst einen Sitz im Woijwodschaftssejmik der Woiwodschaft Großpolen, rückte aber 2019 nach, nachdem Joanna Jaśkowiak in den Sejm gewählt worden war. Bei den Selbstverwaltungswahlen 2024 wurde er nicht wiedergewählt.

## Ehrungen
- 2014 Goldenes Verdienstkreuz der Republik Polen[14]
- 2016 Kreuz der Freiheit und Solidarität[15]
- 2017 Ritterkreuz des Ordens Polonia Restituta[16]